# Coptobrycon
Coptobrycon is een monotypisch geslacht van straalvinnige vissen uit de familie van de karperzalmen (Characidae).

## Soort
- Coptobrycon bilineatus (Ellis, 1911)